# 魏心一
魏心一（1918年1月—2010年1月9日），男，山东定陶人，中华人民共和国政治人物，中国共产党党员，第五届全国人大代表。

## 生平
1949年起，历任六安地委副书记、徽州地委书记。1954年8月，任安徽省委宣传部副部长。1957年7月，在反右派斗争中，安徽省委文教部部长魏心一和文教部副部长兼省文联主席戴岳因对《安徽日报》发表的《是什么思想在领导〈江淮文学〉编辑部》文章持有不同意见，被指控结成了“魏心一、戴岳右派反党集团”。魏心一被撤销党内外一切职务、开除党籍；戴岳被开除党籍、撤职、降级、留用察看，之后又被送去劳动教养。1960年11月，任安徽省农牧渔业厅副厅长。1969年12月，任滁县地区革委会主任。1971年5月，先后任安徽师范大学党委副书记、革委会主任、党委书记。1977年7月，任安徽省委大学科学部部长。1978年3月，任徽州地委第一书记。1980年3月，任安徽省人民政府副省长。1983年4月，任安徽省人大常委会副主任。1990年12月离休。2002年1月，中央批准享受省长级医疗待遇。2010年1月9日，在合肥逝世，享年93岁。